# Delegado Palumbo
Mario Palumbo Junior, mais conhecido como Delegado Palumbo (São Paulo, 16 de agosto de 1974) é um delegado de polícia e político brasileiro, filiado ao Movimento Democrático Brasileiro.

## Biografia
Eleito em 2020, como Vereador da Cidade de São Paulo.

Nas eleições de 2022, foi eleito deputado federal por São Paulo com 254.898 votos (1,07% dos válidos).